# Глееватский сельский совет
Глееватский сельский совет (укр. Глеюватська сільська рада) — входит в состав
Криворожского района
Днепропетровской области
Украины.
Административный центр сельского совета находится в 
с. Глееватка.

## Населённые пункты совета
- с. Глееватка
- с. Весёлый Кут
- с. Красная Балка
- с. Новоивановка